# Daniel Tiselius (präst)
Daniel Tiselius, född 3 juni 1682 i Kumla församling, död 19 januari 1744, var en svensk präst.

## Biografi
Tiselius föddes 1682 i Kumla komministergård i Kumla församling. Han var son till kyrkoherden Carolus Erici Tiselius och Margareta Hallman. Tiselius blev 1697 student vid Katedralskolan, Strängnäs och blev student 1702 vid Uppsala universitet. Han prästvigdes 1708 i Strängnäs domkyrka och blev samma år pastorsadjunkt i Kumla församling. År 1709 blev han pastorsadjunkt i Viby församling och 1710 var has tjänstepredikant och nådårspredikant. Tiselius blev 1712 huspredikant på Trystorp (Tångeråsa) hos friherren Falkenberg och efterträdde 22 mars 1715 sin far, redan under dennes livstid, efter särskilt kungligt tillstånd, som kyrkoherde i Hammars och Lerbäcks församlingar i Strängnäs stift. Han var respondent vid prästmötet 1722 och installerades först 15 maj 1724 som kyrkoherde i Hammars församling. Han avled 1744.
Tiselius var känd för stor lärdom. Som framstående naturforskare kallades han 1740 till medlem av Vetenskapsakademien.